# Пергамский алтарь
«Пергамский алтарь» — произведение искусства эллинистического периода, один из самых значительных памятников этого времени, сохранившихся до наших дней. Получил название по месту своего создания — городу Пергаму в Малой Азии. Основная тема рельефных изображений — битва богов с гигантами. В настоящий момент находится в берлинском Пергамском музее (Античное собрание), построенном специально для этой цели, однако закрытом для посещения в связи с реставрацией, которая продлится до 2037 года.

## История
Является мемориальным памятником, возведённым в честь победы, одержанной пергамским царём Атталом I над варварами-галлами, вторгшимися в страну в 228 году до н. э. Именно после этой победы Пергамское царство перестало подчиняться империи Селевкидов, а Аттал провозгласил себя независимым царём. Согласно другой версии, поставлен в честь победы, Антиоха III и римлян над галатами в 184 году до н. э. или же в честь победы Эвмена II над ними же в 166 году до н. э.
Согласно наиболее распространённой версии датировки, алтарь был построен Эвменом II в период 180—159 годов до н. э. (год смерти Эвмена). Другие варианты относят начало строительства к более поздней дате — 170 году до н. э. Исследователи, считающие, что памятник был воздвигнут в честь последней из перечисленных выше войн, избирают иные даты — 166—156 годы до н. э.
Традиционно считается, что алтарь был посвящён Зевсу, среди других версий — посвящение «двенадцати олимпийцам», царю Эвмену II, Афине, Афине вместе с Зевсом. По немногочисленным сохранившимся надписям его принадлежность нельзя реконструировать точно.

### Сообщения античных авторов

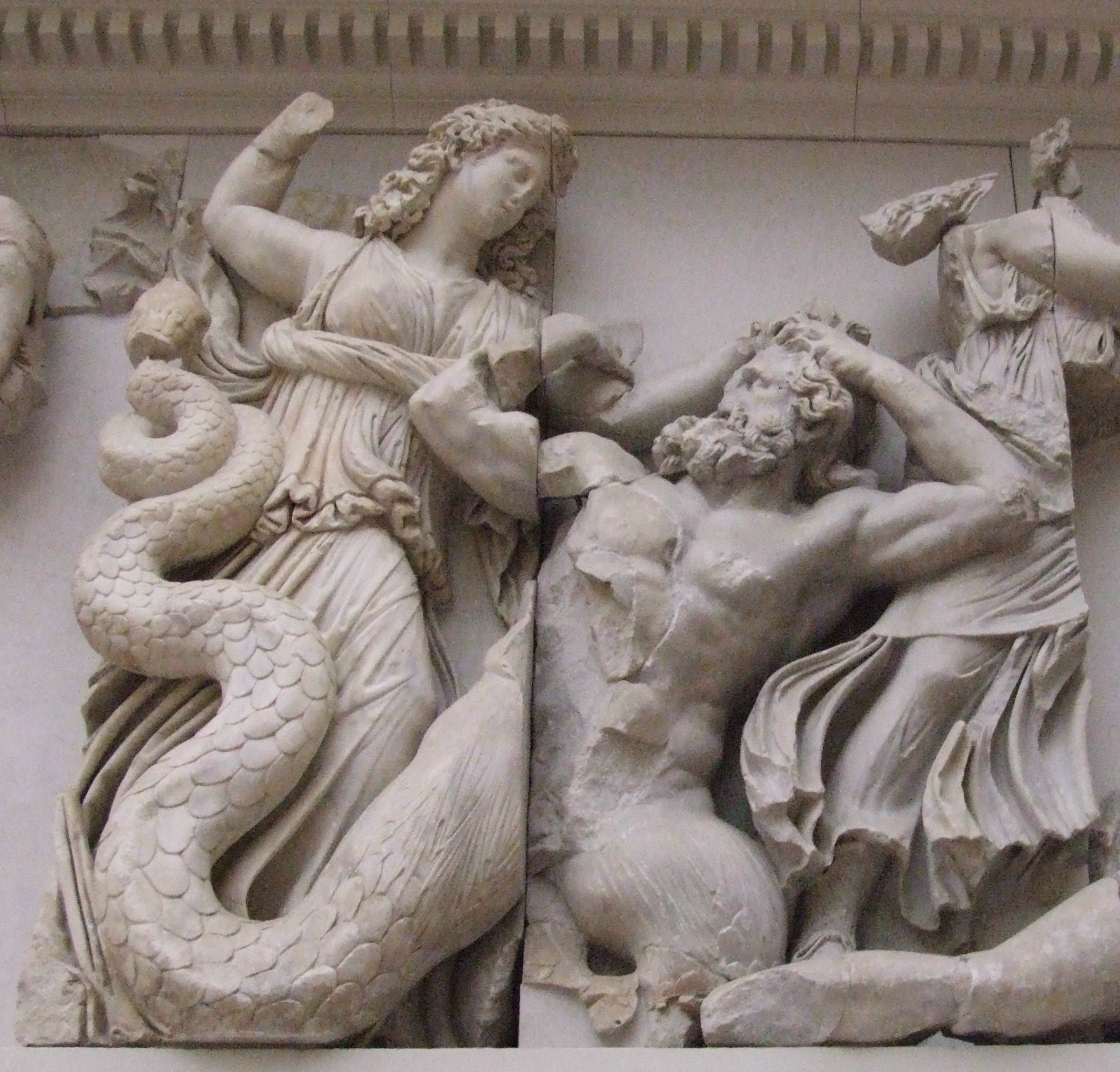
Три мойры своими бронзовыми булавами наносят смертельные удары Агрию и Фоанту

Из античных авторов об алтаре Зевса кратко упоминает римский писатель II—III вв. Луций Ампелий в очерке «О чудесах мира» (лат. Liber memorialis; miracula mundi): «В Пергаме есть большой мраморный алтарь, высотой 40 ступеней, с большими скульптурами, изображающими гигантомахию».
Кроме замечания Павсания, который в придаточном предложении упоминает Пергамский алтарь, сравнивая традиции жертвоприношения в Олимпии, это единственное упоминание алтаря во всех сохранившихся письменных источниках античности. Это тем удивительнее, что, скорее всего, алтарь все же считался шедевром, так как Луций Ампелий причисляет его к чудесам света. Такое молчание источников истолковывается по-разному. Возможное объяснение состоит в том, что эллинистический памятник мог восприниматься римлянами как незначительный, так как не возник в классическую эпоху и не вышел из настоящих греческих, прежде всего, аттических мастерских. Единственное изображение алтаря в античности мы находим на римской монете императорского времени, она представляет алтарь в стилизованной форме.

#### В Новом Завете
Во второй главе Откровения Иоанна Богослова: «И Ангелу Пергамской церкви напиши: … ты живёшь там, где престол сатаны» (Откр. 2:12—13). Существует мнение, что эти слова относятся к алтарю Зевса, однако комментаторы Откровения обычно связывают эти слова с культом Асклепия, в храме которого в Пергаме содержался живой змей.

### В Новое время
За прошедшие тысячелетия алтарь подвергся разрушениям: его фрагменты оказались погребёнными в земле или встроенными в другие сооружения. В 716-м году город был завоеван арабами.
Когда в Средневековье город постигло землетрясение, алтарь, как и многие другие сооружения, оказался погребённым под землёй.

### Обнаружение алтаря
Когда мы поднимались, семь громадных орлов парили над акрополем, предвещая счастье. Откопали и расчистили первую плиту. То был могучий гигант на змеиных извивающихся ногах, обращённый к нам мускулистою спиною, голова повёрнута влево, с львиной шкурой на левой руке… Перевёртывают другую плиту: гигант падает спиною на скалу, молния пробила ему бедро — я чувствую твою близость, Зевс!
Лихорадочно обегаю все четыре плиты. Вижу, третья подходит к первой: змеиное кольцо большого гиганта ясно переходит на плиту с гигантом, павшим на колени… Я положительно дрожу всем телом. Вот ещё кусок — ногтями я соскабливаю землю — это Зевс! Памятник великий и чудесный вновь подарен миру, увенчаны все наши работы, группа Афины получила прекраснейший пандан…
Глубоко потрясённые стояли мы, трое счастливых людей, вокруг драгоценной находки, пока я не опустился на плиту и не облегчил свою душу крупными слезами радости».
В XIX в. турецкое правительство пригласило немецких специалистов на строительство дорог: с 1867 по 1873 годы работами в Малой Азии занимался инженер и архитектор Карл Хуман. Предварительно он побывал в древнем Пергаме зимой 1864—1865 годов. Он обнаружил, что в Пергаме ещё не проводились полноценные раскопки, хотя находки могут представлять чрезвычайную ценность. Хуману пришлось использовать всё своё влияние для того, чтобы предотвратить уничтожение части открытых мраморных руин в известково-газовых печах. Но для настоящих археологических раскопок требовалась поддержка из Берлина. В 1871 году состоялась первая официальная немецкая археологическая экспедиция в Пергам под руководством Эрнста Курциуса и Фридриха Адлера.
Лишь в 1878 году все обстоятельства сложились для Хумана благоприятным образом: директор берлинского Музея скульптуры Александр Конце обеспечил финансовую поддержку раскопок, а Хуман получил официальное разрешение османской стороны. 9 сентября начались первые раскопки в Пергаме, длившиеся один год при участии архитектора Рихарда Бона. Крупные фрагменты фриза алтаря необычайной художественной ценности и многочисленные скульптуры были обнаружены неожиданно. Вторая и третья археологические кампании состоялись в 1880—1881 и в 1883—1886 годах. Находки, которые согласно соглашению с османской стороной переходили в собственность Германии, на ослиных повозках пять часов перевозились к побережью, перегружались на немецкие корабли и отправлялись в Берлин.
Германия быстро оценила сенсационность и значение находок, Хуман стал знаменитостью. Теперь осознавшая свою национальную целостность Германия получила возможность достойно противопоставить «Пергамские древности» фризу из Парфенона в Британском музее Лондона. Немецкие археологи смогли отыскать практически все основные фрагменты алтаря. Они вывезли их в Германию для реставрации. Восстановленный Пергамский алтарь был выставлен в Берлине.
В 1998 и 2001 годах турецкий министр культуры Истемихан Талей требовал возврата алтаря, в то время как немцы настаивают на том, что разрешение на вывоз алтаря было получено от султана. Берлинские музеи, кроме того, подписали международную декларацию о невозвращении подобных памятников на географическую родину. Несколько более мелких частей фриза, найденных в позднее время, находятся в Турции.
Несколько фрагментов фриза (спина гиганта, предположительно из имения Worksop Manor; мёртвый гигант из Fawley Court), по всей видимости, собранные в XVII веке Уильямом Петти, некогда входили в коллекцию антиков Томаса Говарда, 21-го графа Арундела, на Стрэнде, а в настоящий момент находятся в оксфордском музее Ашмола.

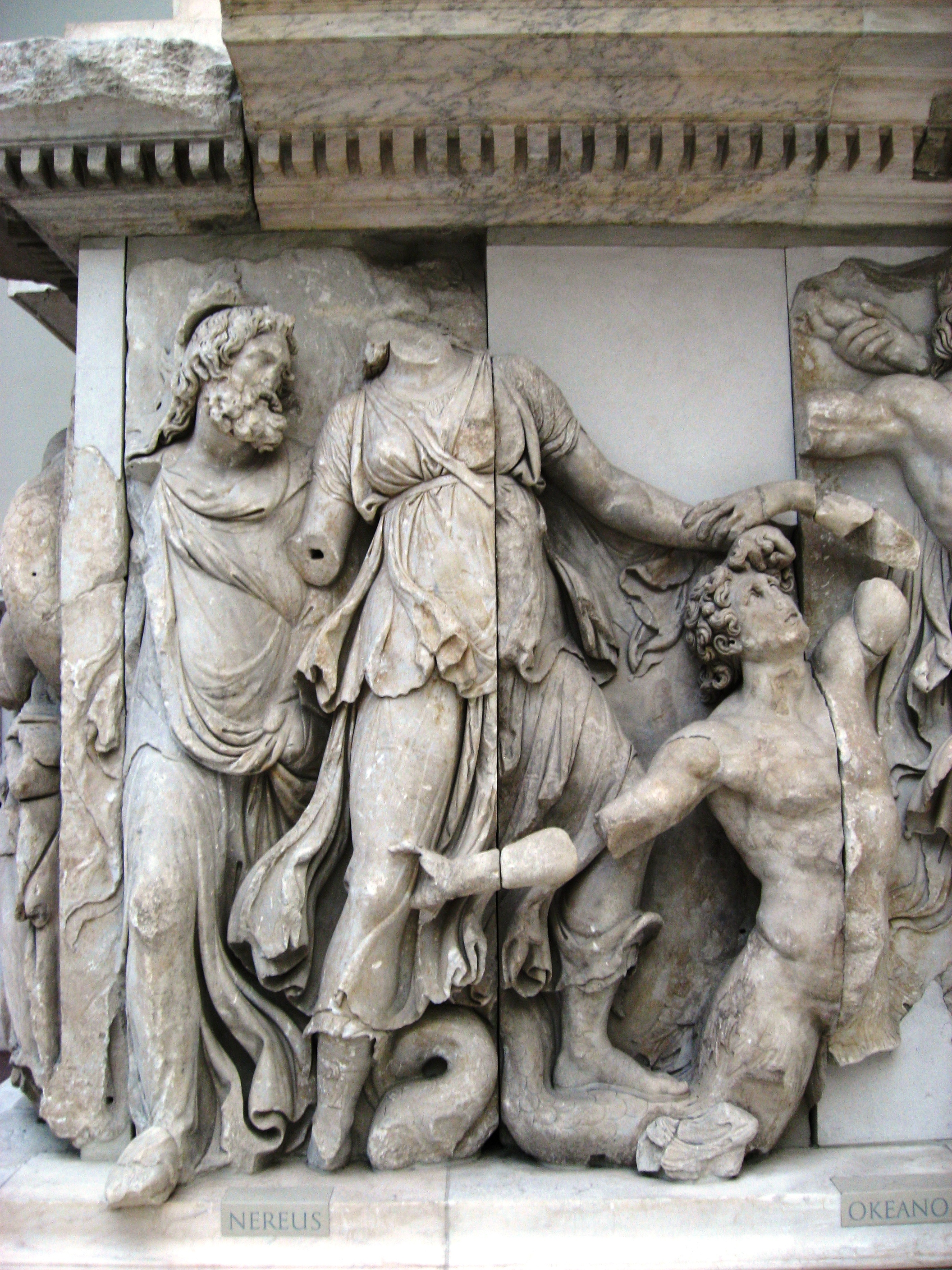
Нерей, Дорида и Океан

### Алтарь в России
После Второй мировой войны алтарь в числе прочих ценностей был вывезен из Берлина советскими войсками. С 1945 года он хранился в Эрмитаже. В 1954 году алтарь стал доступен посетителям. Горельефы были размещены по периметру в бывших конюшнях в здании Малого Эрмитажа.
В 1958 году алтарь, как и многое другое, был возвращён Германии. При этом была достигнута договорённость, что гипсовая копия алтаря будет изготовлена специально для СССР. В 2002 году слепки горельефов были переданы из запасников Эрмитажа в подарок Санкт-Петербургской государственной художественно-промышленной академии в честь её 125-летнего юбилея. Специалисты именно этого института (в то время ЛВХПУ им. В. И. Мухиной) снимали слепки с оригиналов. Слепки пергамских горельефов по инициативе заведующего кафедрой скульптуры ЛВХПУ А. Г. Дёмы установлены по периметру верхней галереи Большого выставочного зала академии.

## Общая характеристика сооружения
Новшество создателей Пергамского алтаря состояло в том, что алтарь был превращён в самостоятельное архитектурное сооружение.
Он был воздвигнут на особой террасе южного склона горы акрополя Пергама, ниже святилища Афины. Алтарь находился почти на 25 м ниже прочих зданий и был виден со всех сторон. С неё открывался прекрасный вид на нижний город с храмом бога врачевания Асклепия, святилищем богини Деметры и другими сооружениями.
Алтарь был предназначен для богослужений под открытым небом. Он представлял собой поднятый на пятиступенчатом фундаменте высокий цоколь (36,44 × 34,20 м). С одной стороны цоколь прорезала широкая открытая лестница из мрамора шириной 20 м, ведущая к верхней площадке алтаря. Верхний ярус был окружён ионическим портиком. Внутри колоннады находился алтарный дворик, где размещался собственно жертвенник (высотой 3—4 м). Площадка второго яруса была ограничена с трёх сторон глухими стенами. Крышу сооружения увенчивали статуи. Целиком строение достигало высотой около 9 м.
По периметру цоколя непрерывной лентой тянулся знаменитый Большой фриз (высотой 2,3 м и длиной в 120 м), покрывая высокую гладкую стену цоколя и боковые стены лестницы. Верхний край фриза завершал зубчатый карниз. На внутренних стенах алтарного дворика находился второй фриз Пергамского алтаря, Малый, посвящённый истории Телефа (высотой 1 м).

### Реконструкция и современное состояние

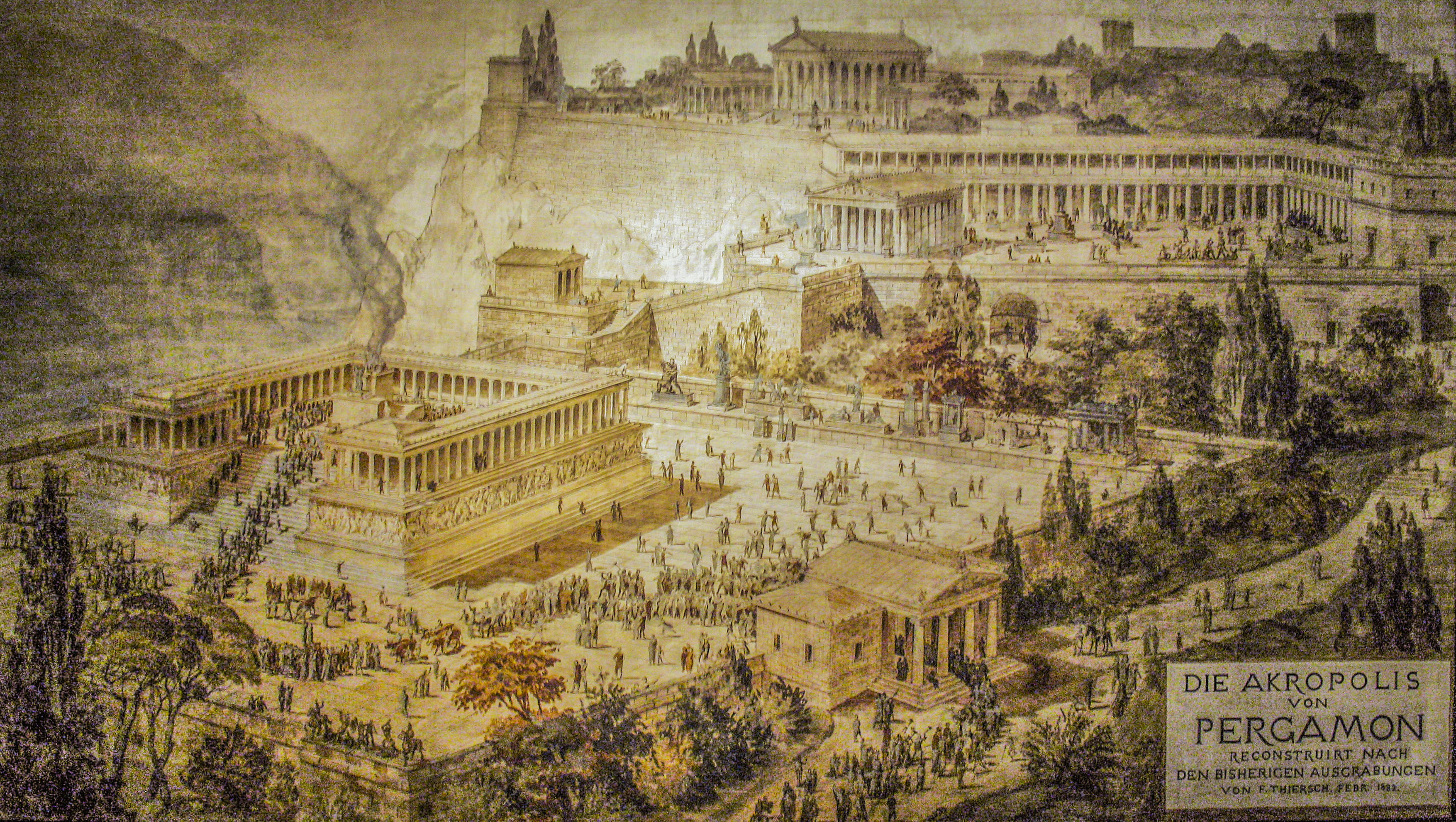
Акрополь в Пергаме с алтарём Зевса. Реконструкция Тирша по раскопкам в 1882 г.

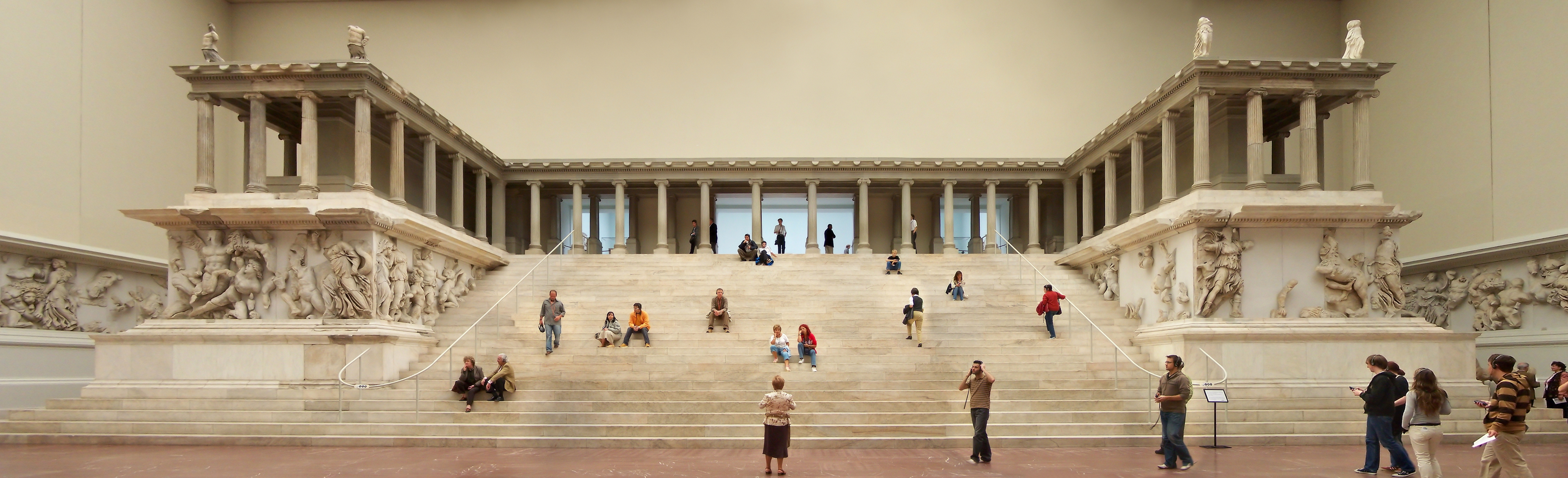
Общий вид западного фасада алтаря.
Экспозиция в Пергамском музее

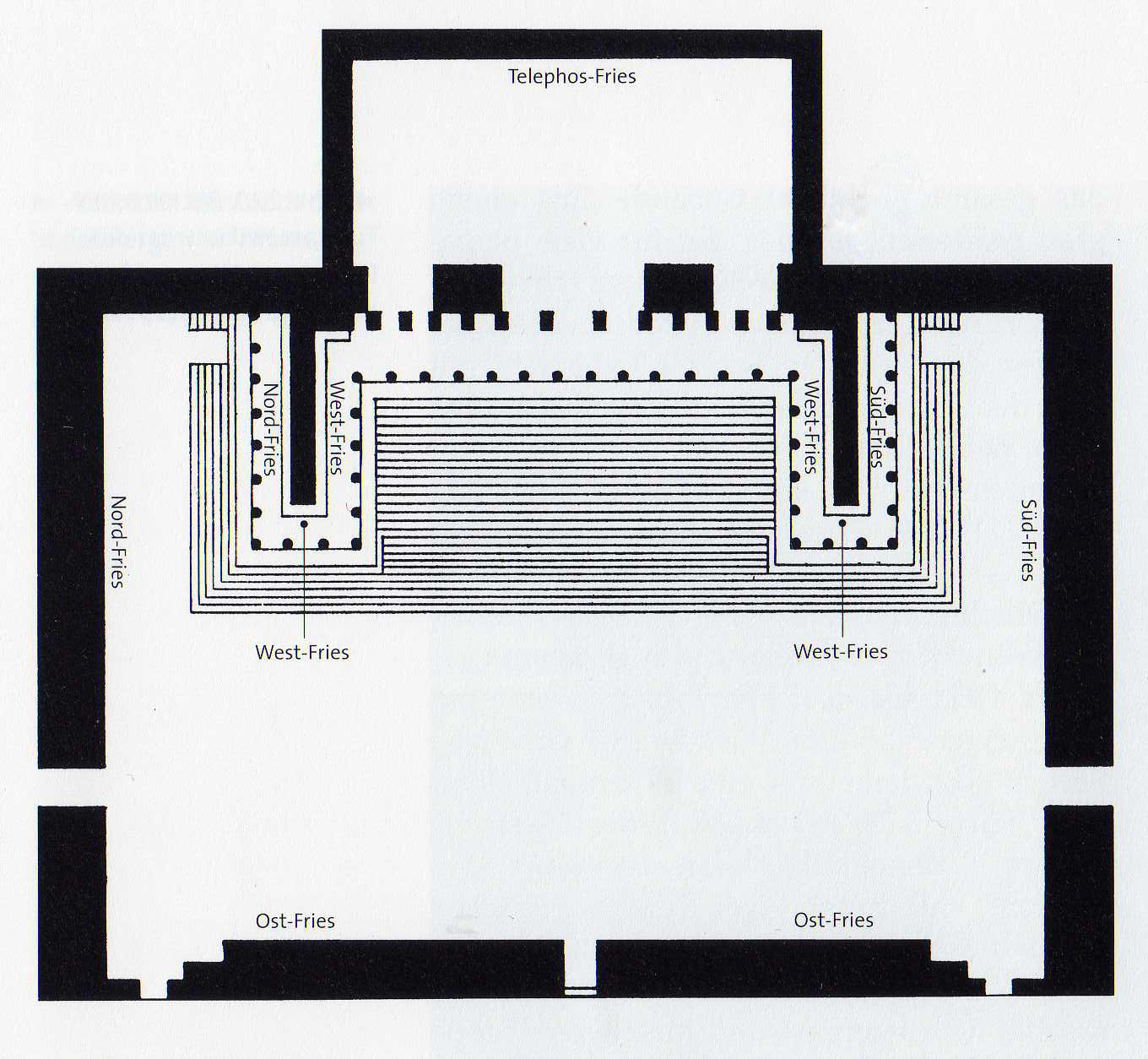
План зала с выставленным алтарём. Рельефы северного, южного и восточного фасадов расставлены по периметру помещения, в то время как западный (главный) фасад с выносными крыльями по бокам лестницы восстановлен полностью. Алтарный дворик встроен внутрь стены

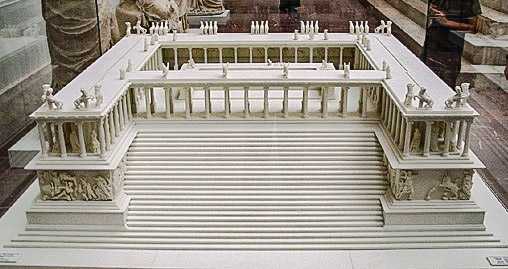
Реконструкция первоначального вида алтаря в Пергаме

В берлинском Пергамском музее, построенном специально для этой цели, экспонируется модель-реконструкция алтаря в натуральную величину, на которой размещены сохранившиеся элементы скульптур. Основой для воссоздания Пергамского алтаря послужил проект созданный немецким архитектором Рихардом Боном с использованием найденных им во время раскопок фрагментов фундамента.
Огромное сооружение не является точной копией античного алтаря — воссоздана только основная, западная сторона (с лестницей, колоннадой, портиками, статуями и скульптурным фризом), которая как бы обрезана стеной помещения. Плиты фриза других сторон алтаря размещены в том же зале на противоположной стене: алтарь как бы «вывернут наизнанку».
От самого сооружения в Пергаме уцелели лишь фундамент и частично стены цоколя. Археологами были найдены многочисленные части декора: базы, стволы и капители колонн, плиты карнизов и перекрытий, надписи и статуи, а главное — рельефные изображения обоих фризов (117 плит). После доставки находок в Германию в 1880-е гг. в берлинском музее в течение ряда лет производилась кропотливая работа по реставрации нескольких тысяч обломков, по определению принадлежности плит с фигурами той или иной стороне алтаря, по установлению порядка следования изображений (расположение богов на фризе должно было подчиняться определённому генеалогическому принципу). В настоящий момент фрагменты горельефов закреплены металлическими штырями на основании в порядке, приблизительно восстановленном учёными. Зрителю заметны большие лакуны (пустой фон), так как многие элементы всё же не были обнаружены.
Экспозиция открылась только в 1930 году, так как строительство музея, начавшееся в 1910 году по проекту архитекторов А. Месселя и Л. Хофмана, затянулось из-за Первой мировой войны.
В 1990 году очевидной стала необходимость реставрации алтаря. Однако проект был остановлен вследствие проблем с финансированием в испытывающем нехватку наличности Берлине. В 1993 году Музей изящных искусств Сан-Франциско и нью-йоркский музей искусств «Метрополитен» предложили Берлину часть средств, необходимых для начала реставрационных работ, полная стоимость которых составила 2,8 млн долларов США. В 1997 году наконец началась реставрация алтаря: «Шедевр эллинистической культуры находился в плачевном состоянии: металлические дюбели, которыми крепились плиты, заржавели и грозили расколоть мрамор, а сами плиты покрылись нездоровой патиной. В результате каждую из них пришлось снять, разобрать, промыть и собрать заново». В течение 10 лет над плитами трудился реставратор Сильван Бертолин и его мастерская. В ходе работ также нашли своё исконное место на фризе несколько сотен ранее непристроенных деталей. Бертолин также перекомпоновал разрозненные обломки, придав фризу новое, более интересное звучание. В 2004 году экспозиция была открыта заново. В настоящий момент (2018) алтарь, как и большая часть Пергамского музея закрыт на реставрацию и не доступен для посещения, до её окончания в 2023 году.

## Скульптурный декор

### Большой фриз («Гигантомахия»)

#### Иконография
Темой основного фриза алтаря — Большого, является изображение гигантомахии, битвы богов-олимпийцев с гигантами. Кроме олимпийцев на стороне богов борется ряд древних, а также вымышленных скульпторами божеств. Богам противостоят крылатые и змееногие гиганты, возглавляемые царём Порфирионом.
Гигантомахия была распространённым сюжетом античной пластики. Но данный сюжет был осмыслен при пергамском дворе в соответствии с политическими событиями. Алтарь отразил восприятие правящей династией и официальной идеологией государства победы над галатами. Вдобавок, пергамцы воспринимали эту победу глубоко символически, как победу величайшей греческой культуры над варварством.
«Смысловую основу рельефа составляет ясная аллегория: боги олицетворяют собой мир греков, гиганты — галлов. Боги воплощают в себе идею устроенной упорядоченной государственной жизни, гиганты — неизжитые родоплеменные традиции пришельцев, их исключительную воинственность и агрессивность. Аллегория ещё одного рода составляет основу содержания знаменитого фриза: Зевс, Геракл, Дионис, Афина служат олицетворением династии пергамских царей».
Всего на фризе изображено около пятидесяти фигур богов и столько же гигантов. Боги располагаются в верхней части фриза, а их противники — в нижней, что подчёркивает противопоставление двух миров, «верхнего» (божественного) и «нижнего» (хтонического). Боги антропоморфны, гиганты сохраняют черты животных и птиц: у некоторых из них вместо ног змеи, за спиной крылья. Имена каждого из богов и гигантов, поясняющие изображения, аккуратно вырезаны над фигурами на карнизе.
Распределение богов:
- Восточная сторона (главная) — олимпийские боги
- Северная сторона — боги ночи и созвездий
- Западная сторона — божества водной стихии
- Южная сторона — боги небес и небесных светил

«Олимпийцы торжествуют над силами подземных стихий, однако победа эта ненадолго — стихийные начала грозят взорвать стройный, гармонический мир».
| Иллюстрация | Описание | Деталь |
| ----------- | --- | ------ |
|             | «Битва Зевса с Порфирионом»: Зевс ведёт борьбу одновременно с тремя противниками. Поразив одного из них, он готовится метнуть свою молнию в предводителя врагов — змееголового исполина Порфириона.                                             |        |
|             | «Битва Афины с Алкионеем»: богиня со щитом в руках повергла крылатого гиганта Алкионея на землю. К ней устремляется крылатая богиня победы Ника, чтобы увенчать голову лавровым венком. Гигант безуспешно пытается освободиться от руки богини. |        |

#### Мастера
Скульптурный декор алтаря был изготовлен группой мастеров по единому проекту. Упоминаются некоторые имена — Дионисиад, Орест, Менекрат, Пиромах, Исигон, Стратоник, Антигон, но атрибутировать какой-либо фрагмент конкретному автору не представляется возможным. Хотя некоторые из скульпторов принадлежали к классической афинской школе Фидия, а некоторые относились к местному пергамскому стилю, вся композиция производит целостное впечатление.
До настоящего времени нет однозначного ответа на вопрос, каким образом проходила работа мастеров над гигантским фризом. Нет единого мнения и в отношении того, насколько повлияли на облик фриза отдельные личности мастеров. Не вызывает сомнений, что эскиз фриза был создан одним единственным художником. При внимательном рассмотрении согласованного до мельчайших деталей фриза становится очевидным, что ничего не было отдано на волю случая.. Уже в разбивке на борющиеся группы бросается в глаза, что ни одна из них не похожа на другую. Даже причёски и обувь богинь не встречаются дважды. У каждой из сражающихся групп собственная композиция. Поэтому индивидуальным характером обладают скорее сами созданные образы, а не стили мастеров.
В ходе проведённых исследований были установлены различия, свидетельствующие о том, что над рельефом работало несколько мастеров, что однако практически не отразилось на согласованности целостного произведения и его общем восприятии. Мастера из разных концов Греции воплощали единый проект, созданный главным мастером, что подтверждается сохранившимися подписями мастеров из Афин и Родоса. Скульпторам разрешалось оставить своё имя на нижнем плинтусе выполненного ими фрагмента фриза, но эти подписи практически не сохранились, что не позволяет сделать вывод о количестве мастеров, работавших над фризом. Лишь одна подпись на южном ризалите сохранилась в состоянии, пригодном для идентификации. Поскольку на этом участке фриза не было плинтуса, имя «Theorretos» было высечено рядом с созданным божеством. Исследуя начертание символов в подписях, учёным удалось установить, что в работе принимало участие два поколения скульпторов — старшее и младшее, что заставляет ещё выше ценить согласованность этого скульптурного произведения.

#### Описание скульптур
…Под колёсами Аполлона умирает раздавленный гигант — и словами нельзя передать того трогательного и умилённого выражения, которым набегающая смерть просветляет его тяжёлые черты; уже одна его свешенная, ослабевшая, тоже умирающая рука есть чудо искусства, любоваться которым стоило бы того, чтобы нарочно съездить в Берлин…
…Все эти — то лучезарные, то грозные, живые, мёртвые, торжествующие, гибнущие фигуры, эти извивы чешуйчатых змеиных колец, эти распростёртые крылья, эти орлы, эти кони, оружия, щиты, эти летучие одежды, эти пальмы и эти тела, красивейшие человеческие тела во всех положениях, смелых до невероятности, стройных до музыки, — все эти разнообразнейшие выражения лиц, беззаветные движения членов, это торжество злобы, и отчаяние, и весёлость божественная, и божественная жестокость — всё это небо и вся эта земля — да это мир, целый мир, перед откровением которого невольный холод восторга и страстного благоговения пробегает по всем жилам».
Фигуры выполнены в очень высоком рельефе (горельефе), они отделяются от фона, практически превращаясь в круглую скульптуру. Данный тип рельефа даёт глубокие тени (контрастная светотень), благодаря чему можно было легко различить все детали. Композиционное построение фриза отличается исключительной сложностью, пластические мотивы — богатством и разнообразием. Необычайно выпуклые фигуры изображены не только в профиль (как это было принято в рельефе), но и в самых сложных поворотах, даже в фас и со спины.
Фигуры богов и гигантов представлены во всю высоту фриза, в полтора раза превышающую человеческий рост. Боги и гиганты изображены в полный рост, у многих гигантов вместо ног — змеи. В рельефе показаны принимающие участие в битве огромные змеи и хищные звери. Композиция состоит из множества фигур, построенных в группы столкнувшихся в поединке противников. Движения групп и персонажей направлены в разные стороны, в определённом ритме, с соблюдением равновесия составных частей на каждой стороне здания. Чередуются также и образы — прекрасные богини сменяются сценами гибели зооморфных гигантов.
Условность изображённых сцен сопоставляется с реальным пространством: ступени лестницы, по которым поднимаются идущие к жертвеннику, служат и для участников битвы, которые то «опускаются» на них на колени, то «идут» по ним.
Фон между фигурами заполнен развевающимися тканями, крыльями и змеиными хвостами. Первоначально все фигуры были раскрашены, многие детали — позолочены. Использован особенный композиционный приём — предельно плотное заполнение поверхности изображениями, практически не оставляющими свободного фона. Это является примечательной чертой композиции данного памятника. На всём протяжении фриза не остаётся ни одного отрезка скульптурного пространства, не вовлечённого в активное действие ожесточённой борьбы. Подобным приёмом создатели алтаря придают картине единоборства вселенский характер. Строй композиции, по сравнению с классическим эталоном, изменился: противники сражаются так тесно, что их масса подавляет пространство, и фигуры сплетаются.

#### Характеристика стиля
Главная черта этой скульптуры — чрезвычайная энергичность и экспрессивность.
В пергамском фризе нашла наиболее полное отражение одна из существенных сторон эллинистического искусства — особая грандиозность образов, их сверхчеловеческая сила, преувеличенность эмоций, бурная динамика.
Рельефы Пергамского алтаря — один из лучших примеров эллинистического искусства, отказавшегося ради этих качеств от спокойствия классики. «Хотя битвы и схватки были частой темой античных рельефов, но их никогда ещё не изображали так, как на Пергамском алтаре, — с таким вызывающим содрогание ощущением катаклизма, битвы не на жизнь, а на смерть, где участвуют все космические силы, все демоны земли и неба».

Сцена исполнена огромного напряжения и не знает себе равных в античном искусстве. То, что в IV в. до н. э. лишь намечалось у Скопаса как ломка классической идеальной системы, здесь достигает высшей точки. Искажённые болью лица, скорбные взгляды побеждённых, пронзительность муки — всё теперь показано с очевидностью. Раннеклассическое искусство до Фидия тоже любило драматические темы, но там конфликты не доводились до жестокого конца. Боги, как Афина у Мирона, лишь предупреждали провинившихся о последствиях их непослушания. В эпоху же эллинизма они физически расправляются с врагом. Вся их огромная телесная энергия, великолепно переданная ваятелями, направлена на деяние кары.

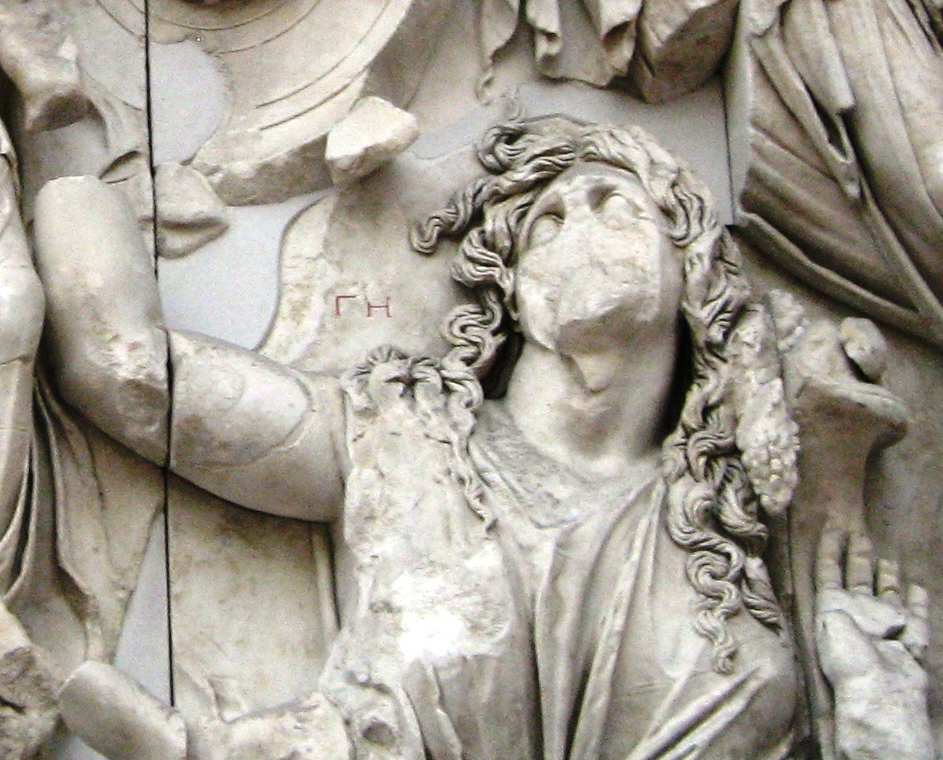
Мать гигантов — богиня Гея, поднимаясь из земли, тщетно умоляет Афину пощадить сына — гиганта Алкионея

Мастера подчёркивают яростный темп событий и энергию, с которой борются противники: стремительный натиск богов и отчаянное сопротивление гигантов. Благодаря обилию деталей и плотности заполнения ими фона создается эффект шума, сопровождающего битву — ощущается шелест крыльев, шорох змеиных тел, звон оружия.
Энергии изображений способствует избранный мастерами тип рельефа — высокий. Скульпторы активно работают резцом и буравом, глубоко врезаясь в толщу мрамора и создавая большие перепады плоскостей. Таким образом, появляется заметная контрастность освещённых и затенённых участков. Эти эффекты света и тени усиливают ощущение напряжённости боя.
Особенность Пергамского алтаря — наглядная передача психологии, настроения изображённых. Отчетливо читается восторг победителей и трагизм обречённых гигантов. Сцены смерти полны глухой скорби и подлинного отчаяния. Перед зрителем разворачиваются все оттенки страдания. В пластике лиц, поз, движений и жестов передано сочетание физической боли и глубокого морального страдания побежденных.
Олимпийские боги больше не несут на своем лице печать олимпийского спокойствия: мускулы напряжены и брови нахмурены. При этом авторы рельефов не отказываются от концепции красоты — все участники битвы прекрасны лицом и пропорциями, сцен, вызывающих ужас и отвращение нет. Тем не менее, гармония духа уже колеблется — лица искажены страданием, видны глубокие тени глазных орбит, змеевидные пряди волос.

### Внутренний малый фриз (история Телефа)

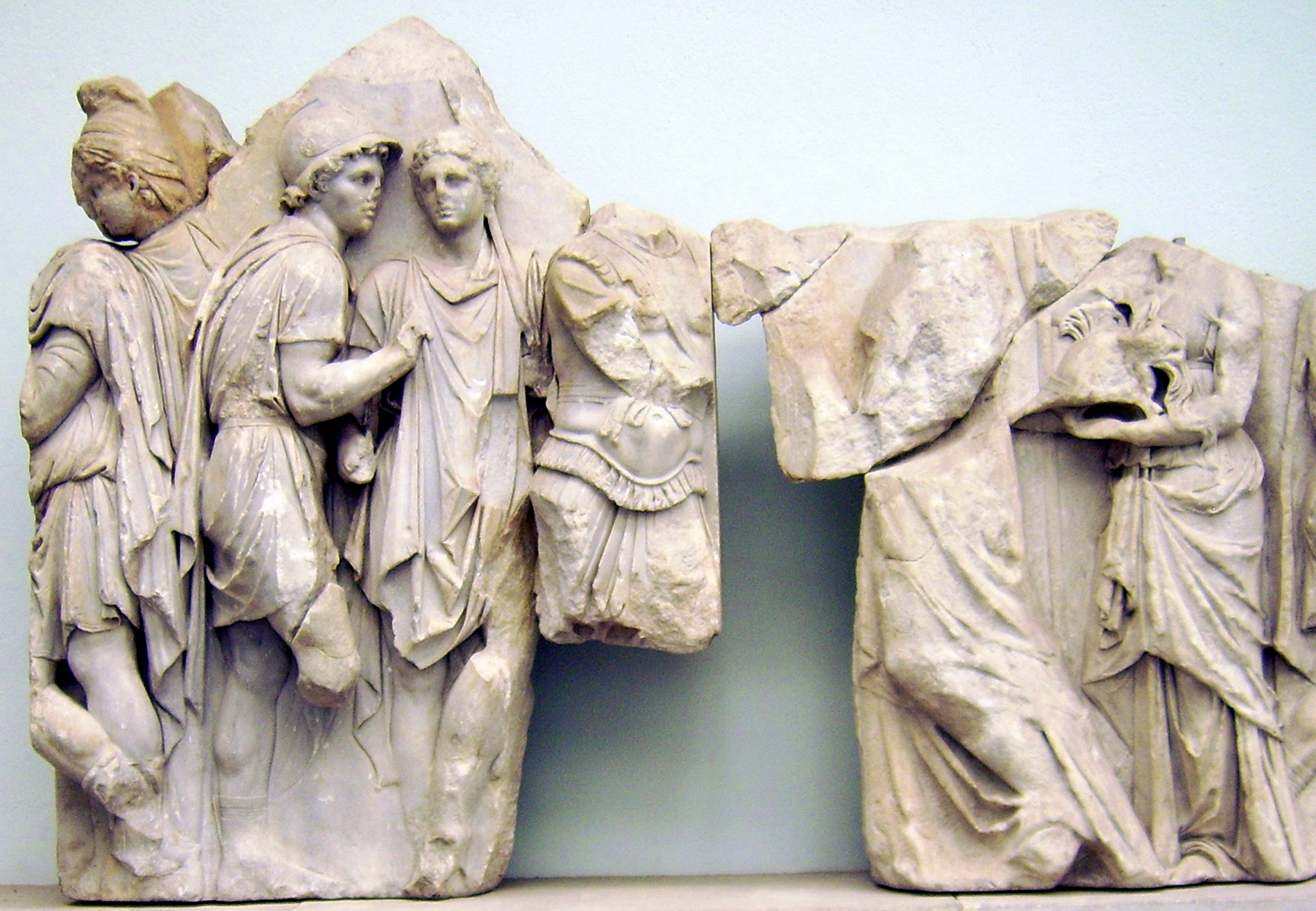

Фриз был посвящён жизни и деяниям Телефа — легендарного основателя Пергама. Пергамские властители почитали его как своего родоначальника.

Внутренний малый фриз Пергамского алтаря Зевса (170—160 гг. до н. э.), не имеющий пластической силы обобщённо-космического характера большого, связан с более конкретными мифологическими сценами и повествует о жизни и судьбе Телефа, сына Геракла. Он меньше размерами, фигуры его спокойнее, сосредоточеннее, порой, что также характерно для эллинизма, элегичны; встречаются элементы пейзажа. В сохранившихся фрагментах изображён Геракл, устало опирающийся на палицу, греки, занятые постройкой корабля для путешествия аргонавтов. В сюжете малого фриза выступила излюбленная в эллинизме тема неожиданности, эффект узнавания Гераклом своего сына Телефа. Так патетическая закономерность гибели гигантов и случайность, господствующая в мире, определили темы двух эллинистических фризов алтаря Зевса.

События развертываются перед зрителем в непрерывной последовательности эпизодов, тщательно увязанных со своим окружением. Таким образом, это один из первых примеров «непрерывного повествования», которое впоследствии получит широкое распространение в древнеримской скульптуре. Моделировка фигур отличается умеренностью, но богатством нюансов, оттенков.

## Связь с другими произведениями искусства

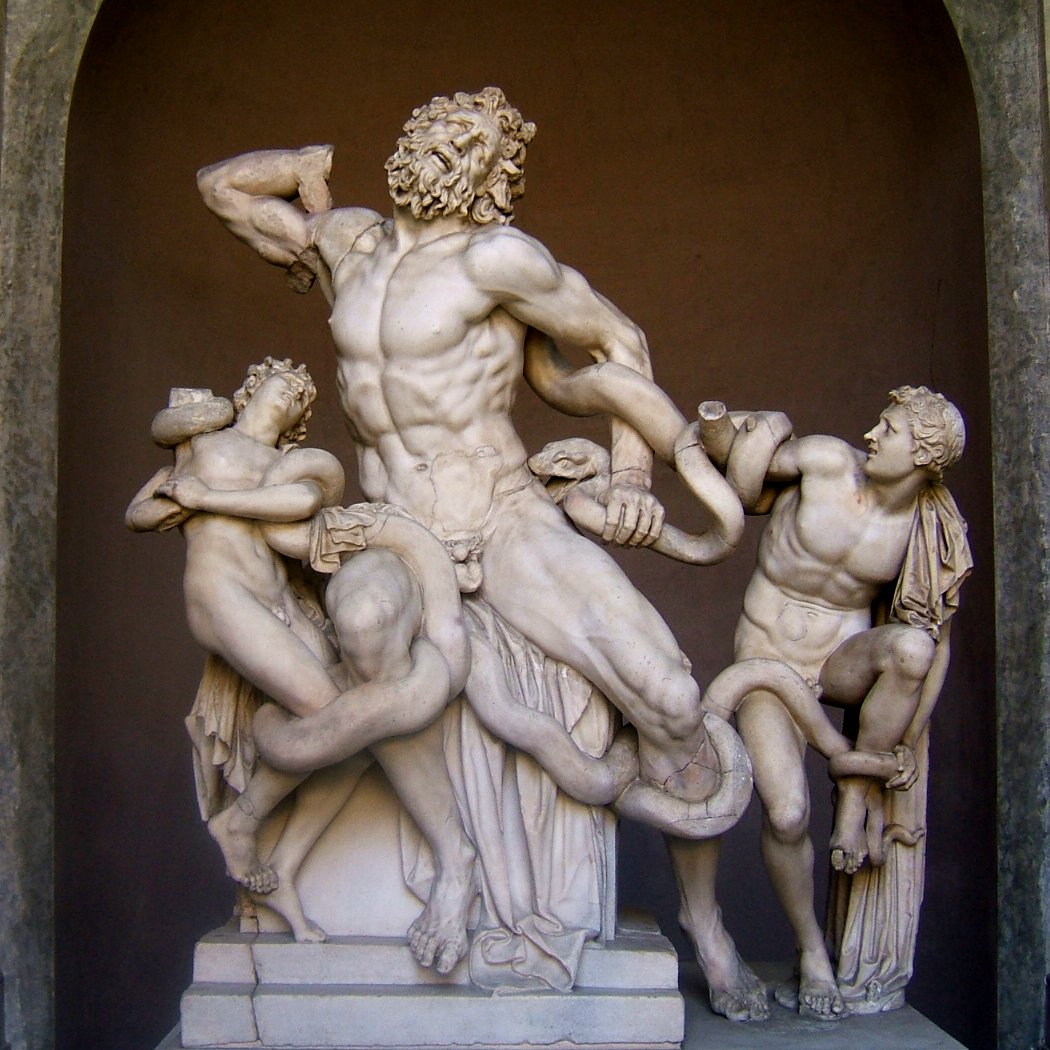
«Лаокоон и его сыновья»

Во многих эпизодах алтарного фриза можно узнать другие древнегреческие шедевры. Так, идеализированная поза и красота Аполлона напоминают известную ещё в античные времена классическую статую работы скульптора Леохара, созданную за 150 лет до пергамского фриза и сохранившуюся до нашего времени в римской копии Аполлона Бельведерского. Главная скульптурная группа — Зевс и Афина — напоминает тем, как расходятся борющиеся фигуры, изображение поединка между Афиной и Посейдоном на западном фронтоне Парфенона. (Эти отсылки не случайны, ведь Пергам видел себя новыми Афинами).
Сам фриз оказал влияние на более поздние античные работы. Наиболее известным примером является скульптурная группа «Лаокоона», которая, как доказал Бернард Андре, была создана на двадцать лет позднее пергамского горельефа. Авторы скульптурной группы работали непосредственно в традиции создателей алтарного фриза и возможно даже участвовали в работе над ним.

## Восприятие в XX веке
Германская империя, исходившая при финансировании раскопок не в последнюю очередь из соображений престижности, быстро нашла применение алтарю и другим археологическим находкам. Юбилейная выставка берлинской Академии художеств, проходившая в мае — июне 1886 года, демонстрировала на площади в 13 тысяч м². археологические достижения из Олимпии и Пергама. Поскольку греческое государство не давало разрешения на вывоз художественных ценностей, находки из Греции на выставке представлены не были. Вместо них демонстрировалась копия пергамского храма, представлявшая собой выполненный в натуральную величину западный фасад алтарного цоколя с копиями избранных фрагментов фриза, в том числе группы Зевса и Афины. В дополнение к ним по подобию храма Зевса в Олимпии был создан входной портал. На выставке также была представлена соответствовавшая современному уровню знаний модель города Пергама II века.
Вероятно самым очевидным примером рецепции алтаря стало здание музея, построенного для Пергамского алтаря. Здание, построенное по проекту Альфреда Месселя в 1912—1930 годах, является гигантской копией фасада алтаря.
В нацистской Германии архитектурная форма алтаря стала образцом для подражания. Архитектор Вильгельм Крайс выбрал для своего Солдатского зала в здании Верховного командования сухопутных войск в Берлине (1937—1938 годы), а также для не реализованного проекта памятника погибшим воинам у подножия греческого Олимпа, архитектурную форму, обнаруживавшую значительное сходство с Пергамским алтарём. В Солдатском зале предусматривался фронтальный фриз, который так и не был воплощён в реальности. Такая реминисценция не в последнюю очередь обусловлена идеологическими представлениями национал-социализма. Алтарь соотносился с жертвенностью и героической смертью. Как и Пергамский алтарь, оба этих проекта являются культовыми сооружениями. Национал-социализм пытался присвоить себе послание о победе добра над злом, которое нес алтарный фриз.
Недовольство прессы и населения вызвало использование Пергамского алтаря в кампании по выдвижению Берлина в качестве места проведения Летних Олимпийских игр 2000 года. Сенат Берлина пригласил членов Международного олимпийского комитета на торжественный обед в художественном обрамлении Пергамского алтаря. Такой обед у Пергамского алтаря уже состоялся в преддверии Олимпийских игр 1936 года, на который членов Олимпийского комитета пригласил министр внутренних дел национал-социалистической Германии Вильгельм Фрик.
Упоминают также, что при создании Мавзолея Ленина А. В. Щусев руководствовался формами не только пирамиды Джосера и гробницы Кира, но и Пергамского алтаря.

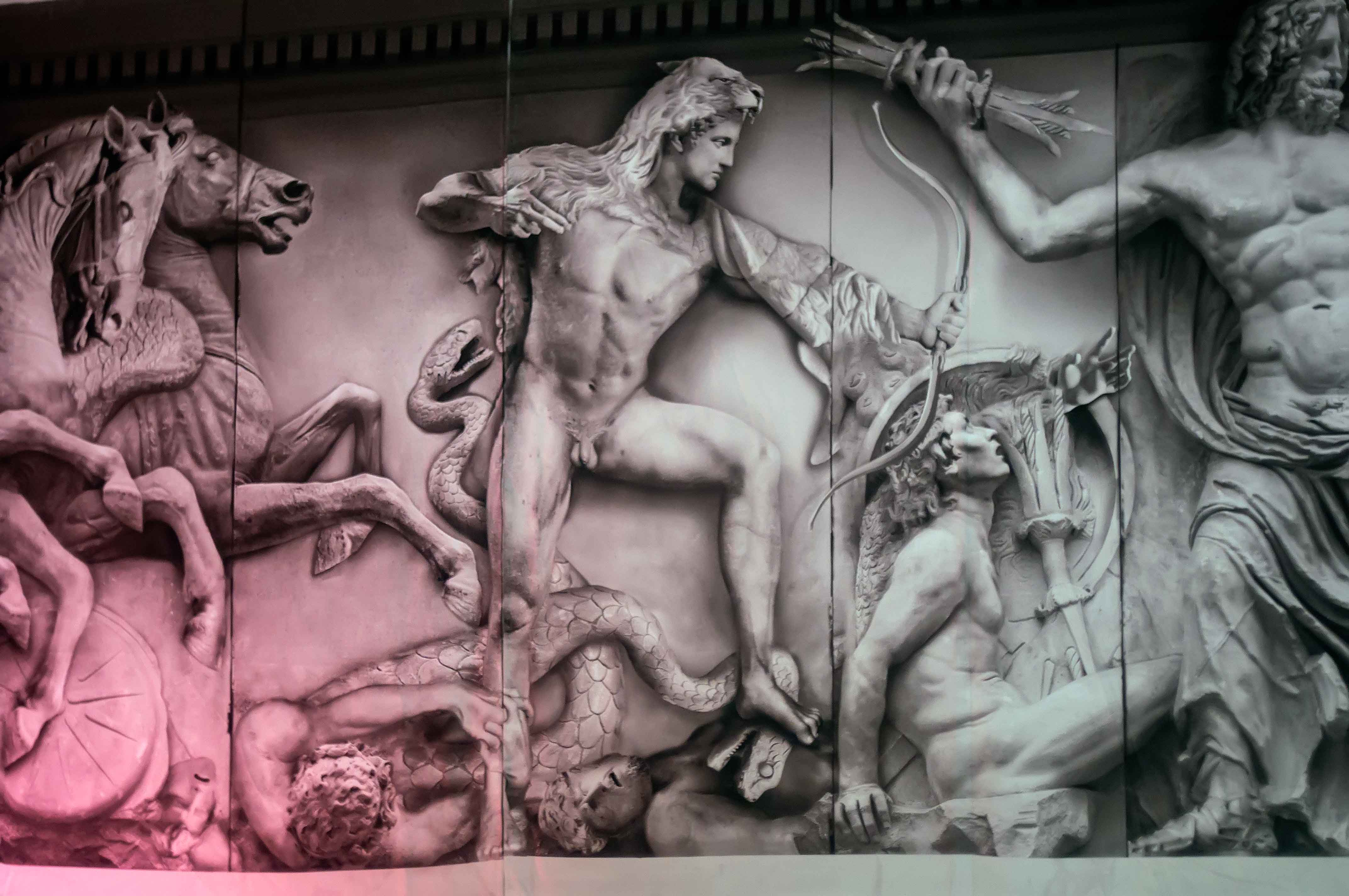
Авторское графическое воссоздание фотохудожника и актёра Андрея Александера. Экспозиция-выставка в художественном музее города Сочи, 2018 год.

## Авторское графическое воссоздание Андрея Александера
Русско-немецкий художник и фотограф, режиссёр и актёр Андрей Александер в 2013 году представил свою версию реставрации большого фриза Пергамского алтаря. За два года он сумел воссоздать утраченные части с помощью заимствований других скульптур, а также фотоснимков живых людей. В совершенстве владея искусством пантомимы, Андрей Александер работал с актёрами, спортсменами атлетического телосложения над созданием «живых» скульптурных композиций. Композиции были запечатлены фотокамерой и затем с помощью специальной техники, перенесены на полотно. Первое представление работы состоялось в ГМИИ имени Пушкина c 22 апреля по 29 июля 2013 года. Размер панно составляет 25 х 4 метра.